# Raymund Netzhammer
Raymund Netzhammer (n. 19 ianuarie 1862, Erzingen, Baden - d. 18 septembrie 1945, insula Werd, Elveția) a fost arhiepiscop romano-catolic de București între 1905-1924. A ctitorit între altele Biserica greco-catolică Sf. Vasile cel Mare din strada Polonă și Biserica Sf. Elena din strada Cuza Vodă, amândouă în București.

## Biografie
Raymund Netzhammer s-a născut la data de 19 ianuarie 1862, în localitatea Erzingen din Marele Ducat de Baden, azi Baden-Württemberg, Germania, în familia unui fermier. A fost botezat cu numele de Albin Netzhammer. A studiat începând din anul 1868 la școala elementară din Erzingen, unde a fost an de an premiant. A intrat la vârsta de 14 ani în Mănăstirea Einsiedeln, unde la 12 octombrie 1876 a devenit novice și a primit numele Raymund. În același timp și-a continuat studiile la școala mănăstirească. A fost hirotonit preot la 5 septembrie 1886 la Einsiedeln (Elveția). 
După absolvire a activat ca profesor de matematică, chimie și fizică la mănăstirea benedictină Einsiedeln. După doi ani, la vârsta de 27 ani, a publicat lucrarea „Manual de trigonometrie pentru uzul liceelor”, o carte care a găsit o mare rezonanță printre experți. Suferind de o boală de ochi, a fost nevoit să-și întrerupă activitatea educațională timp de un an. În acel timp a lucrat ca preot în orașul Montreux, unde a învățat limba franceză.

## Tânăr preot
Pater Raymund dispunea de o multitudine de talente. Pe lângă activitatea didactică, a fost și vice-economist al mănăstirii. De asemenea, a studiat diferite domenii științifice cum ar fi folosirea electricității, fotografia, radiologia etc. Raymund Netzhammer a electrificat ceasul mănăstirii și clopotul. Existând niște probleme speciale cu privire la domeniul mănăstiresc, a studiat topografia și cartografia. Și-a publicat realizările științifice în periodicele tehnice ale vremii. 
Proaspăt întors de la Expoziția Mondială din Paris, în august 1900, abatele Columban l-a trimis la București ca profesor la Seminarul romano-catolic arhidiecezan de acolo. El a fost ulterior numit ca director al Seminarului din București, între 1900-1902 și, totodată, a studiat posibilitatea să înființeze o serie de mănăstiri benedictine în România. Dar problemele religioase din Regatul României au făcut ca demersul său să nu se împlinească. Abatele Columban l-a trimis mai apoi, în anul 1903, la Roma, unde a activat ca profesor și director economic la Ateneul Pontifical Sant'Anselmo, în cadrul curiei generale a ordinului benedictin. În anul 1904 a  fost numit rector al Colegiului Pontifical Grec „Sf. Atanasie” din Roma. 
În acea perioadă arhiepiscop romano-catolic de București era Joseph-Xavier de Hornstein. El a trecut la cele veșnice, în Franța, la 3 iunie 1905, la vârsta de numai 65 ani. După o scurtă perioadă în care scaunul arhiepiscopal de București a fost vacant, iar arhidieceza era condusă de către vicarul capitular, părintele Joseph Baud, la 16 septembrie 1905 Papa Pius al X-lea l-a numit arhiepiscop pe Raymund Netzhammer, rector al Colegiului Pontifical Grec din Roma. Inițial, el a refuzat propunerea făcută de Curia Romană, cunoscând problemele religioase din România, însă papa l-a convins să dea ascultare numirii făcute.

## Arhiepiscop romano-catolic de București
La 5 noiembrie 1905 a fost consacrat episcop în biserica abațială „Sfântul Anselm” din Roma, de către Cardinalul Girolamo Maria Gotti, prefectul Congregației De Propaganda Fide din Curia Romană, iar la 17 decembrie, același an, a urcat pe tronul arhiepiscopal din București. Mons. Raymund Netzhammer și-a ales ca motto pe sigla episcopală cuvintele: In verbo tuo („După cuvântul tău”) (Lc 5,5). L-a cunoscut bine pe regele Carol I al României. 
Arhiepiscopul Netzhammer era un redutabil cunoscător al ritului român bizantin, funcția de rectorul Colegiului Pontifical Grec "Sf. Atanasiu" din Roma spunând totul. Personalitate de vastă cultură, cunoscând, pe lângă teologie, și matematică, fizică, istorie, chimie, geodezie, geografie, numismatică, arheologie,arhiepiscopul Netzhammer a mutat seminarul în Palatul arhiepiscopal (actuala Nunțiatură), iar în clădirea de lângă Catedrala Sf. Iosif (actualul Institut Teologic) a înființat o școală elementară și un gimnaziu, ambele conduse de Frații Școlilor Creștine. 
În anul 1906 a chemat la București Surorile Ordinului Sfântului Vincențiu de Paul, care au construit sanatoriul "Sfântul Vincențiu de Paul" (actualul Institut C.I. Parhon). În anul 1909 a mărit școala confesională  "Sfântul Andrei" a Fraților Școlilor Creștine, de pe strada Călărași, construind mai apoi un gimnaziu. 
Tot în 1909 a sfințit piatra de temelie a Bisericii greco-catolice Sf. Vasile cel Mare din strada Polonă, pe care a inaugurat-o la sfârșitul aceluiași an. Cu pictarea bisericii i-a însărcinat pe Gottfried Schiller și Julius Ostermaier, reprezentanți ai Școlii de la Beuron.
Arhiepiscopul Netzhammer a înființat Societatea Catolicilor din București și a scos Revista Catolică, foarte apreciată prin erudiția ei. Având o frumoasă colecție numismatică din Dobrogea, a fost ales membru al Societății Numismatice Regale a României. În anul 1913 a înființat revista de limbă germană „Bukarester Katholisches Sonntagsblatt” (Foaia catolică duminicală a Bucureștilor), al cărei prim număr a apărut în data de 16 martie 1913. Conducerea acestei reviste a încredințat-o lui Carol Auner.
Istoricii au apreciat activitatea arhiepiscopului Netzhammer drept una de „mare consolidare pentru Biserica Catolică, căci autoritatea lui științifică întregea puternica sa erudiție teologică (…) Documentele arată, fără îndoială, cât a fost de apreciat și de respectat de către autorități și de către credincioși, bucurându-se, de fapt, ca fiind drept un arhiepiscop-primat catolic al României.” 
Sub egida Arhiepiscopiei Romano-Catolice de București a editat o prețioasă lucrare în anul 1923, cu titlul de „O contribuțiune la istoria Archidiocezei”.

## Sfârșitul păstoririi ca arhiepiscop
La 15 august 1920 Raymund Netzhammer l-a consacrat ca episcop de Iași pe Alexandru Theodor Cisar. 
Biserica Catolică din România a cunoscut schimbări substanțiale în perioada interbelică. În politica națională și religioasă, vizibilitatea și importanța ierarhiei romano-catolice de la Iași a crescut semnificativ. Înainte de 1920, ierarhia romano-catolică din România era alcătuită în principal din episcopi și misionari născuți în țări precum Germania, Austria, Ungaria, Italia, Polonia sau în alte țări din Europa Centrală. În perioada interbelică, preoții de origine română au fost ridicați în poziții importante în ierarhia Bisericii catolice de aici, astfel încât autoritățile de la București au încercat o românizare a bisericii.
Din cauza protestelor sale repetate față de confiscarea unor imobile ale Arhiepiscopiei Romano-Catolice de București de către autoritățile române în timpul primului război mondial (posesiunile parohiei din Râmnicu Vâlcea și școlile confesionale maghiare din București), arhiepiscopul Netzhammer și-a atras antipatia unor politicieni naționaliști români, în frunte cu Nicolae Iorga. Acesta i-a reproșat ani de-a rândul o pretinsă atitudine filogermană față de ocupantul german din perioada administrării Bucureștiului de către armata Kaiserului. Mai mult, și pentru faptul că l-a primit în audiență pe feldmareșalul August von Mackensen. Ostilitatea naționaliștilor români a crescut în intensitate odată cu ofensiva anticatolică din vechile teritorii din Imperiul Austro-Ungare intrate în componența Regatului Român. Exproprierea Episcopiei Romano-Catolice de Timișoara în anul 1921, devenită sufragană a Arhiepiscopiei de București, urmată de exilul episcopului Julius Glattfelder, care a acuzat politica de românizare instituită în Banat, a dus la escaladarea acestui conflict. 
Ulterior, arhiepiscopul Netzhammer a criticat programul de naționalizare promovat de guvernul român, în special acele măsuri destinate să limiteze utilizarea limbii maghiare în Episcopia romano-catolică de Iași, măsuri  ce au afectat credincioșii ceangăi, marea majoritate vorbitori ai unui dialect al limbii maghiare, pe care Netzhammer îi considera a fi de origine (etnie) maghiară.
Mons. Raymund Netzhammer, de origine germană, Arhiepiscop romano-catolic de București din 1905 ți consilier al Regelui Carol I, s-a plâns adeseori în legătură cu greutățile școlilor maghiare din București, naționalizarea unor proprietăți ale Bisericii romano-catolice, sub pretextul reformei funciare, precum și demersurile guvernului român împotriva maghiarilor din Diecezei de Alba Iulia. El a exprimat, de asemenea, îngrijorări cu privire la resentimentele anticatolice a clerului ortodox care, îi considerau pe prelații catolici un „corp străin, insidios, o amenințare permanentă” față de "credința strămoșească". În plus, atât arhiepiscopul Netzhammer, cât și Nunțiul papal de atunci Mons. Francesco Marmaggi, s-au opus public subordonării Diecezei de Alba Iulia către Arhidieceza romano-catolică de București. Întrucât Netzhammer și-a exprimat unele rezerve față de noul Concordat dintre  Sfântul Scaun și statul român, astfel că episcopii catolici trebuiau să fie de acum încolo doar cetățeni români, Vaticanul a decis încetarea misiunii episcopale a Mons. Raymund Netzhammer la București. Arhiepiscopul Netzhammer a avut și o serie de divergențe cu Nunțiul papal la București, viitorul cardinal Francesco Marmaggi, care vedea o orientare a catolicismului în România cu precădere spre Biserica Română Unită cu Roma, oarecum în detrimentul comunităților catolice germane și maghiare din România. Arhiepiscopul Netzhammer și-a afirmat public opinia că unirea religioasă a tuturor românilor cu Biserica Romei se găsea, după 1918, încă departe, avertizând că este mai probabilă, într-un context defavorabil, o absorbție a uniților de către Biserica Ortodoxă Română. Acest fapt i-a atras o serie de critici și din partea unor membri ai clerului greco-catolic. În timpul negocierii Concordatului cu Sfântul Scaun, unde era stabilit un nou rol al Bisericii Române Unite ardelene, odată integrată în noile structuri ale statului român după unirea Transilvaniei din 1 decembrie 1918, schimbând într-un fel rolul Bisericii romano-catolice din România, Papa Pius al XI-lea a acceptat, în luna iulie 1924, demisia arhiepiscopului Netzhammer. După 19 ani de păstorire, pe 14 iulie 1924, arhiepiscopul Netzhammer a predat conducerea Arhiepiscopiei de București, Capitulului arhidiecezan. Mons. Raymund Netzahmmer s-a retras în Elveția, ca arhiepiscop-emerit, titular de Anazarbus. După trei ani de ședere la Mănăstirea Einsiedeln, s-a mutat apoi pe insula Werd din orașul Stein am Rhein, unde a și murit pe  18 septembrie 1945, la vârsta de 83 de ani.

## Scrieri
Arhiepiscopul Raymund Nethammer este autorul mai multor articole de arheologie și numismatică, printre care amintim: "Das altchristiche Tomi" (Salzburg, 1903); "Aus Rumänien" (Einsiedeln, 1909); Der Bau der rumänisch-unierten Kirche in Bukarest. Einsiedeln-Köln (1910); "Greutăți antice din Dobrogea" (1912); "Alte greutăți vechi din Dobrogea" (1913); "Mărunțișuri arheologice. O nouă metodă de greutate din Kallatis. O greutate cu amforă" (1914); "Lucruri arheologice. Cinci greutăți din Constanța" (1914); "Die christlichen Altertümer der Dobrudscha" (1918); "Epiktet und Astion, diokletianische Märtyrer am Donau-Delta" (Zug, 1936); "Die christlichen Märtyrer am Ister" (București, 1939).